# 1882 en arts plastiques
| Années des arts plastiques : 1879 - 1880 - 1881 - 1882 - 1883 - 1884 - 1885    |
| Décennies des arts plastiques : 1850 - 1860 - 1870 - 1880 - 1890 - 1900 - 1910 |

Cette page concerne l'année 1882 en arts plastiques.

## Œuvres

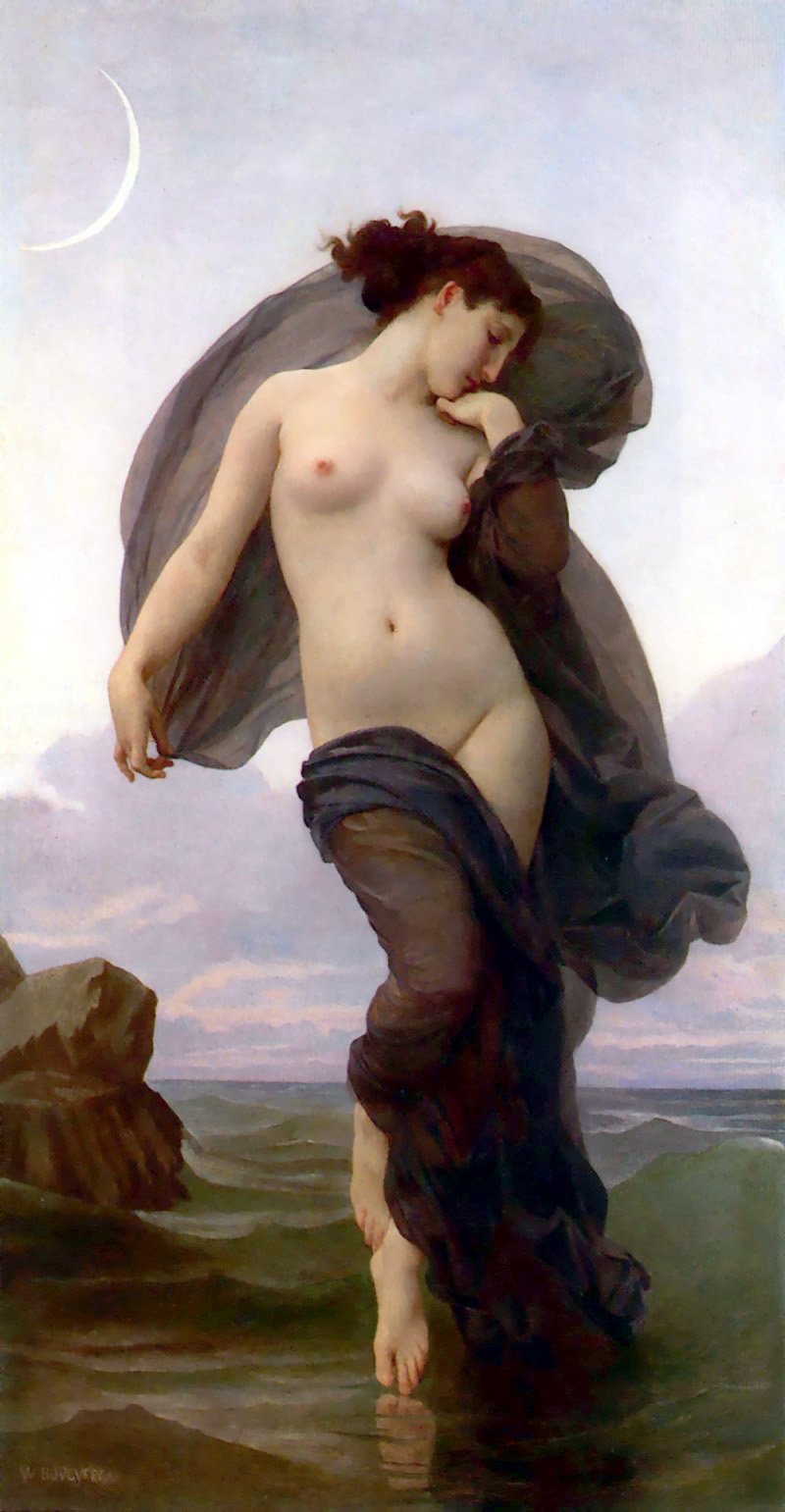
Humeur nocturne, de William Bouguereau

- Un bar aux Folies Bergère : peinture à l'huile d'Édouard Manet,
- Le Penseur, sculpture d'Auguste Rodin,
- Le Chevalier à la croisée des chemins de Victor Vasnetsov.
- La Paye des moissonneurs, Léon Lhermitte

## Naissances
- 2 janvier : Ion Theodorescu-Sion, peintre roumain († 31 mars 1939),
- 4 janvier : Aristarkh Lentoulov, peintre russe († 15 avril 1943),
- 17 janvier : André Prugent peintre français († 10 octobre 1965),
- 21 janvier : Tadeusz Makowski, peintre polonais († 1er novembre 1932),
- 22 janvier : Lucien-Marie Pillot, peintre français († 11 août 1973),
- 25 janvier : Raimond Lecourt, peintre français († 1er janvier 1946),
- 10 février : Francis La Monaca, peintre et sculpteur italien naturalisé français († 5 février 1937),
- 18 février : Malva Schalek, peintre austro-hongroise puis tchécoslovaque d'origine juive († 24 mars 1945),
- 21 février : Jean Dupas, peintre, affichiste et décorateur français († 6 septembre 1964),
- 2 mars : Alfred Veillet, peintre français († 9 avril 1952),
- 4 mars : Tjerk Bottema, peintre, décorateur et illustrateur néerlandais († 21 juin 1940),
- 5 mars : Guy-Pierre Fauconnet, peintre et scénographe français († 5 janvier 1920),
- 6 mars : Jean-Pierre Lamboray, peintre et graphiste luxembourgeois († 23 novembre 1962),
- 7 mars : Yvonne Diéterle, sculptrice et peintre française († 23 novembre 1974),
- 16 mars : Aimé Dallemagne, peintre aquarelliste, graveur, aquafortiste et dessinateur français († 23 juin 1971),
- 20 mars :
  - Paul Manaut, sculpteur, peintre et aquarelliste français († 16 octobre 1959),
  - Maurice Marinot, peintre et artisan verrier français († 8 février 1960),
- 22 mars : Cécile Cauterman, peintre pastelliste belge († 11 mars 1957),
- 27 mars : Charles Edmond Kayser, aquarelliste, graveur, aquafortiste et lithographe français († 9 juin 1965),
- 31 mars :
  - Louis Floutier, peintre français († 26 octobre 1936),
  - Sergueï Soudeïkine, peintre, graphiste et décorateur de théâtre russe puis américain († 12 août 1946),
- 3 avril : Paul de Pidoll, peintre, xylographe et illustrateur de livres luxembourgeois († 6 décembre 1954),
- 4 avril : Emil Filla, peintre austro-hongrois puis tchécoslovaque († 7 octobre 1953),
- 10 avril : Fernand Hertenberger, illustrateur, dessinateur, graveur et peintre français († 28 août 1970),
- 11 avril : Louis-Philippe Kamm, peintre et illustrateur français († 16 juin 1959),
- 23 avril : Alexandre Blanchet, peintre et sculpteur suisse († 25 décembre 1961),
- 24 avril : Charles Descoust, peintre français († 9 juillet 1974),
- 27 avril : Jaroslav Benda, peintre, graphiste, affichiste et designer austro-hongrois puis tchécoslovaque († 12 janvier 1970),
- 29 avril : Auguste Herbin, peintre français († 31 janvier 1960),
- 8 mai : Fred Money, peintre et illustrateur français († 24 décembre 1956),
- 12 mai : Georges Klaenschi, peintre et collectionneur de figurines français († 19 juillet 1949),
- 13 mai : Georges Braque, peintre, sculpteur et graveur français († 31 août 1963),
- 18 mai : Georges Dumoulin, peintre paysagiste et verrier français († 30 mars 1959),
- 21 mai : Mathurin Méheut, peintre et illustrateur français († 22 février 1958),
- 22 mai : Georges Bilhaut, peintre et historien de l'art français († 13 février 1963),
- 24 mai : Alexandre Chevtchenko, peintre et sculpteur russe († 28 août 1948),
- 5 juin : Antonín Procházka, peintre austro-hongrois puis tchécoslovaque († 5 juin 1945),
- 16 juin : Henry Bischoff, peintre, illustrateur et graveur suisse († 7 juillet 1951),
- 24 juin : Maurice Asselin, peintre et graveur français († 27 septembre 1947),
- 26 juin :
  - Georges Baudin, peintre, illustrateur et graveur français († 28 juin 1960),
  - Oscar Lüthy, peintre suisse († 1er octobre 1945),
- 2 juillet : Joseph Orcesi, aquarelliste français († 20 janvier 1974),
- 5 juillet :
  - Edmond Barbarroux, peintre français († 12 juin 1948),
  - Paul de Castro, peintre français († 10 janvier 1940),
- 7 juillet : Louis Clément, peintre et maître émailleur français († 30 juillet 1977),
- 9 juillet : Hans Berger, peintre suisse († 7 avril 1977),
- 11 juillet : Renaud de Vezins, peintre, graveur et homme politique français († 21 septembre 1932),
- 13 juillet :
  - İbrahim Çallı, peintre turc († 22 mai 1960),
  - Shigeru Aoki, peintre japonais († 25 mars 1911),
- 16 juillet : Theo von Brockhusen, peintre, dessinateur et graveur allemand († 20 avril 1919),
- 21 juillet : David Bourliouk, peintre, illustrateur et écrivain russe puis ukrainien († 15 janvier 1967),
- 22 juillet : Edward Hopper, peintre et graveur américain († 15 mai 1967),
- 30 juillet : Gaston Thiesson, peintre postimpressionniste français († 2 février 1920),
- 5 août :
  - Omer Bouchery, peintre, graveur et illustrateur français († 18 avril 1962),
  - Nicolas De Corsi, peintre italien († 1956),
  - Eugène Delécluse, peintre, illustrateur et aquafortiste français († 1972),
- 6 août :
  - Édouard Cortès, peintre post-impressionniste français († 26 novembre 1969),
  - Jean Lefeuvre, peintre paysagiste français († 31 décembre 1974),
- 9 août : Jean Cottenet, peintre français († 1973),
- 24 août :
  - Victor Louis Cuguen, peintre français († 25 juillet 1969),
  - Willy Pogány, illustrateur, peintre et décorateur hongrois († 30 juillet 1955),
- 25 août : Jules-Émile Zingg, peintre français († 4 mai 1942),
- 31 août : Paul-Marcel Balmigère, peintre français († 1953),
- 3 septembre : Willem van Hasselt, peintre français († 23 août 1963),
- 4 septembre : Adrienne Jouclard, peintre française († 14 décembre 1972),
- 5 septembre :
  - Léopold Lévy, peintre et graveur français († 12 décembre 1966),
  - Maurice Toussaint, peintre, dessinateur et illustrateur français († 3 décembre 1974),
- 8 septembre : Gustave Lorain, peintre et illustrateur français († 25 mai 1965),
- 13 septembre : Aina Onabolu, peintre et pédagogue nigérian († 3 février 1963),
- 17 septembre : Georges Jauneau, illustrateur français († 8 mars 1928),
- 21 septembre : Alf Hurum, compositeur et peintre norvégien († 15 août 1972),
- 3 octobre : Auguste Chabaud, peintre et sculpteur français († 23 mai 1955),
- 4 octobre : Lucien Lapeyre, peintre et illustrateur français († 6 février 1967),
- 5 octobre :
  - Louis Cartier-Bresson, peintre français († 11 mai 1915),
  - Samuel Granowsky, peintre et sculpteur français († 1942),
- 10 octobre : Fabien Fabiano, peintre, illustrateur et caricaturiste français († juin 1962),
- 15 octobre : Simone Desprez, peintre française († 23 mai 1970),
- 19 octobre : Umberto Boccioni, peintre et sculpteur futuriste italien († 16 août 1916),
- 21 octobre : Albert Loriol, peintre français († 3 janvier 1963),
- 22 octobre : N. C. Wyeth, artiste et illustrateur américain († 19 octobre 1945),
- 30 octobre : Mykhaïlo Boïtchouk, peintre ukrainien († 13 juillet 1937),
- 31 octobre : Magdeleine Hue, peintre française de l'École de Rouen († 17 avril 1944),
- 1er novembre : Lorenzo Viani, peintre, graveur et écrivain italien († 2 novembre 1936),
- 6 novembre : Gabriel Belot, poète, peintre et graveur français († 4 novembre 1962),
- 10 novembre : Luna Drexlerówna, peintre et sculptrice polonaise († 5 novembre 1933),
- 15 novembre : Achille-Eugène Godefroy, peintre français († 20 septembre 1914),
- 21 novembre : Jean Marchand, peintre, graveur et illustrateur français († 7 octobre 1941),
- 23 novembre : René Kuder, peintre français († 23 septembre 1962),
- 26 novembre : Ikuma Arishima, romancier, essayiste et peintre japonais († 15 septembre 1974),
- 7 décembre : Sarah Lipska, peintre, styliste et décoratrice française d’origine polonaise († 28 novembre 1973),
- 9 décembre : Luc-Albert Moreau, peintre, graveur, lithographe et illustrateur français († 29 avril 1948),
- 18 décembre : Gaston Ploquin, peintre et dessinateur français († 5 septembre 1970),
- 25 décembre : Paul Vera, peintre et décorateur français († 26 novembre 1957),
- 26 décembre :
  - Marcel Bloch, peintre, lithographe, aquafortiste, pastelliste, portraitiste et illustrateur français († 17 avril 1966),
  - Rose Dujardin-Beaumetz, peintre française († 23 janvier 1967),
- ? (ou en 1883, ou le 26 septembre 1886) : Jules Schmalzigaug, peintre futuriste belge († 12 ou 13 mai 1917),
- ? :
  - Marcelle Ackein, peintre orientaliste française († 1952),
  - Francesco Agnesotti, peintre italien († 1960),
  - Charles-Pierre Bernard, peintre français († 1961),
  - Jean Didier-Tourné, peintre, graveur, lithographe, illustrateur, décorateur et fresquiste français († 1967),
  - Hédi Khayachi, peintre tunisien († 1948),
  - Grigori Tchirikov, restaurateur d'art, peintre d'icône et collectionneur russe puis soviétique († 5 mai 1936).

## Décès
- 1er janvier : Jean-Marie Fugère, dessinateur, graveur et lithographe français (° 28 avril 1818),
- 2 janvier : Alfred Dehodencq, peintre français (° 23 avril 1822),
- 13 janvier : Auguste Rigon, peintre, acteur puis décorateur français (° 28 novembre 1830),
- 7 février :  Gaetano Fasanotti, peintre italien (° 1831),
- 26 février : Moritz-Daniel Oppenheim, peintre allemand (° 7 janvier 1800),
- 23 mars :
  - Eugen Napoleon Neureuther, peintre dessinateur et graveur allemand (° 13 janvier 1806),
  - Alexis Joseph Pérignon, peintre français (° 15 mars 1806),
- 9 avril : Dante Gabriel Rossetti, poète, écrivain et peintre britannique (° 12 mai 1828),
- 17 avril : Antonio Fontanesi, peintre et graveur italien (° 23 février 1818),
- 29 avril : Laurent Détouche, peintre français (° 24 novembre 1816),
- 12 mai : Gabriele Smargiassi, peintre italien (° 22 juillet 1798),
- 16 mai : Stéphane Baron, peintre, aquarelliste et aquafortiste français (° 2 octobre 1827),
- 10 juin :
  - Emmanuel Lauret, peintre français (° 31 mai 1809),
  - Vassili Perov, peintre russe (° 2 janvier 1834),
- 24 juin : Louis Godefroy Jadin, peintre paysagiste et animalier français (° 30 juin 1805),
- 30 juin : François-Auguste Biard, peintre français  (° 15 octobre 1798),
- 9 juillet : Louis-Charles Verwée, peintre belge (° 3 juillet 1832),
- 19 juillet : Martin Léonce Chabry, peintre français (° 18 avril 1832),
- 20 juillet : Éloy Chapsal, peintre français (° 25 juin 1811),
- 27 juillet : Alexandre Desgoffe, peintre français (° 2 mars 1805),
- 2 août : Luigi Rubio, peintre italien (° entre 1797 et 1808),
- 22 septembre : Katarina Ivanović, peintre serbe (° 15 avril 1811 ou 1817),
- 30 septembre : François Geoffroi Roux, peintre de marines, aquarelliste et dessinateur français (° 21 octobre 1811),
- 22 octobre : Ion Andreescu, peintre roumain (° 15 février 1850),
- 23 novembre : Charles Sellier, peintre français (° 23 décembre 1830),
- 21 décembre : Francesco Hayez, peintre italien (° 10 février 1791),
- ? :
  - Anton Chladek, peintre roumain (° 1794),
  - Giacomo Rossetti, peintre et photographe italien (° 1807),
  - Giacomo Trecourt, peintre italien (° 1812).